# Kunszt-Park

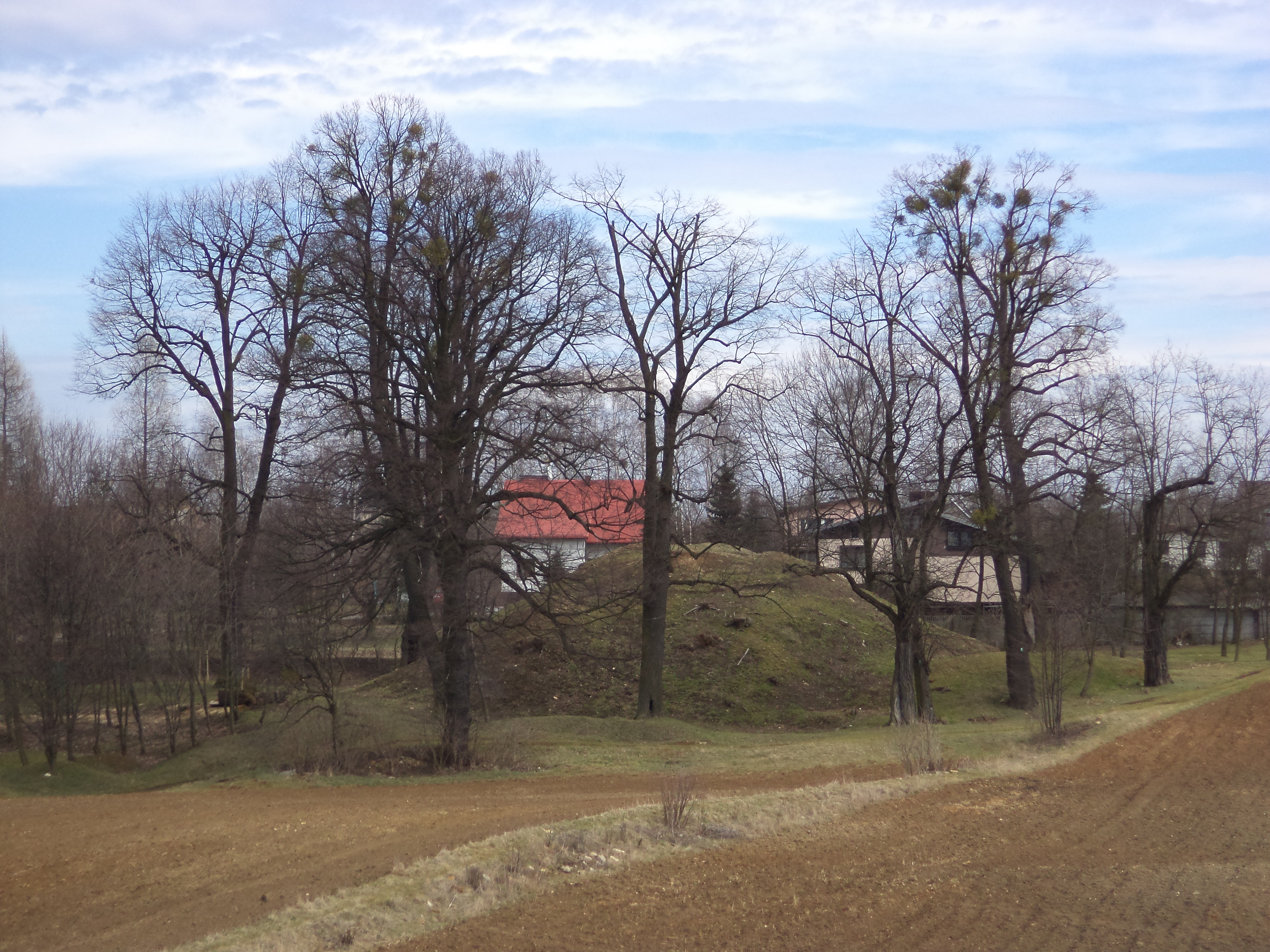
Das frühere Gelände der Friedrichsgrube

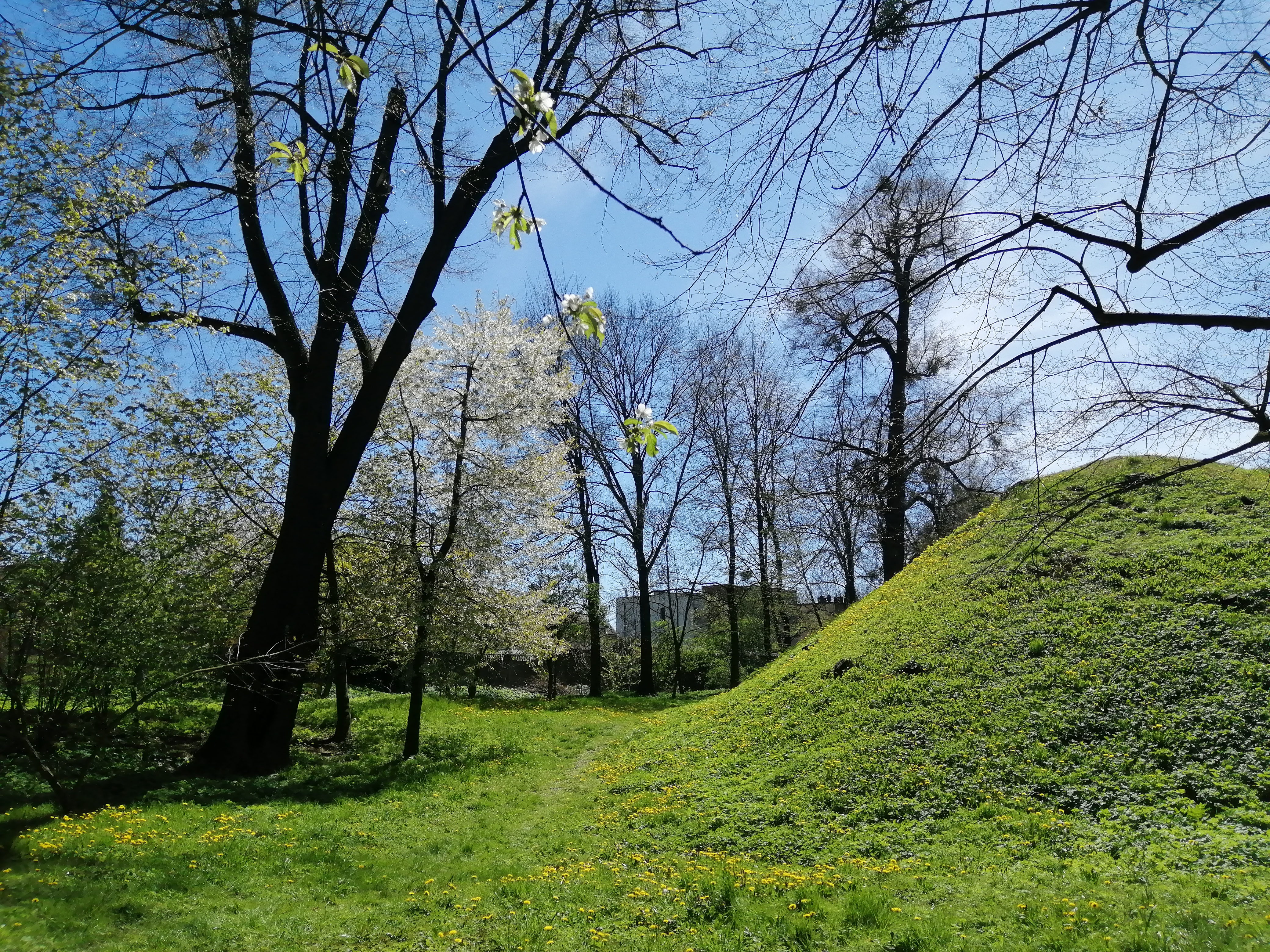
Die Rudolphinendenkhalde

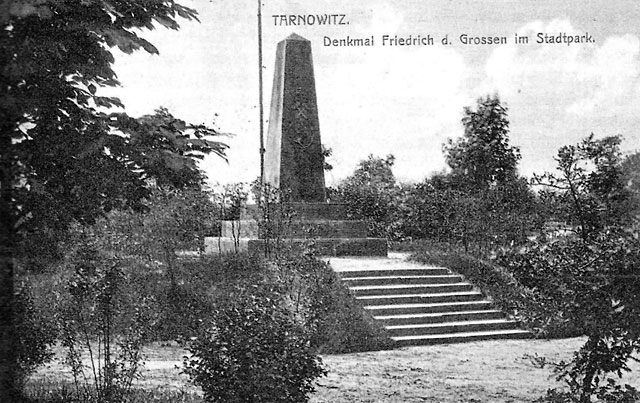
Der ehem. Obelisk (im Stadtpark)

Der Kunszt-Park (auch Park Rudolfina und Park Górniczy, früher Grubenpark) ist ein kleiner Park (0,98 Hektar groß) im Süden der oberschlesischen Stadt Tarnowskie Góry (Tarnowitz) an der Ulica Parkowa im Stadtteil Bobrowniki Śląskie-Piekary Rudne. Seit dem 2. Dezember 2004 ist der Park ein Naturdenkmal.
Er entstand auf dem früheren Gelände der ehemaligen auf Initiative von Friedrich Wilhelm von Reden (1752–1815) gegründeten Friedrichsgrube und ist Teil des UNESCO-Welterbes Silberbergwerk Tarnowitz. Im Park findet sich die Denkhalde des Rudolphine-Fundschachtes (auch Rudolphinendenkhalde), umgeben von zehn alten Winterlinden.

## Geschichte
Der heutige Name Kunszt-Park leitet sich vom deutschen Wort Kunst ab bzw. genauer von dem dort früher befindlichen Kunstschacht, in dem seit Februar 1785 erstmals Rosskunst (ein Triebwerk zur Wasserförderung, das von Pferden getrieben wurde) genutzt wurde.
In den 1820er Jahren wurde um die Halde der Friedrichsgrube Rasen angelegt und Bäume gepflanzt, der Park wurde angelegt. Die Rudolphinendenkhalde wurde neu geformt und mit Erde von anderen Halden auf zehn Meter erhöht. Der Park sollte der Erholung der Arbeiter der Grube und der Anwohner der Nahe gelegenen Arbeitersiedlung (Colonie Friedrichsgrube) dienen. Im Grubenpark fand jährlich das Bergfest statt. Auf der Rudolphinendenkhalde wurde ein drei Meter hoher Gedenkstein aus Sandstein in Form eines Obelisken (der Graf-Reden-Obelisk) aufgestellt. Dieser wurde am 16. Juli 1884 zum 100. Jahrestag des ersten Bleierzfundes an dieser Stelle errichtet. Neben einer Krone und Schlägel und Eisen und einem runden Bildnis Friedrichs des Großen befand sich auf dem Denkmal auf der Vorderseite die Inschrift: „Unter Friedrichs des Großen gesegnetem Szepter machte Graf Reden hier im Rudolphine-Schacht am 16. Juli 1784 den ersten Bleierzfund.“
Als 1910 der Betrieb der Friedrichsgrube gänzlich eingestellt wurde, wurde der Obelisk der Stadtverwaltung von Tarnowitz übergeben, welche diesen anschließend im Stadtpark aufstellte. Nachdem Tarnowitz an Polen gekommen war, wurde der Obelisk 1930 zerstört. Nach 1920 verwahrloste der Park und geriet in Vergessenheit.
2017 wurden die Anlagen der Friedrichsgrube zum UNESCO-Welterbe erklärt.